# 진묘수

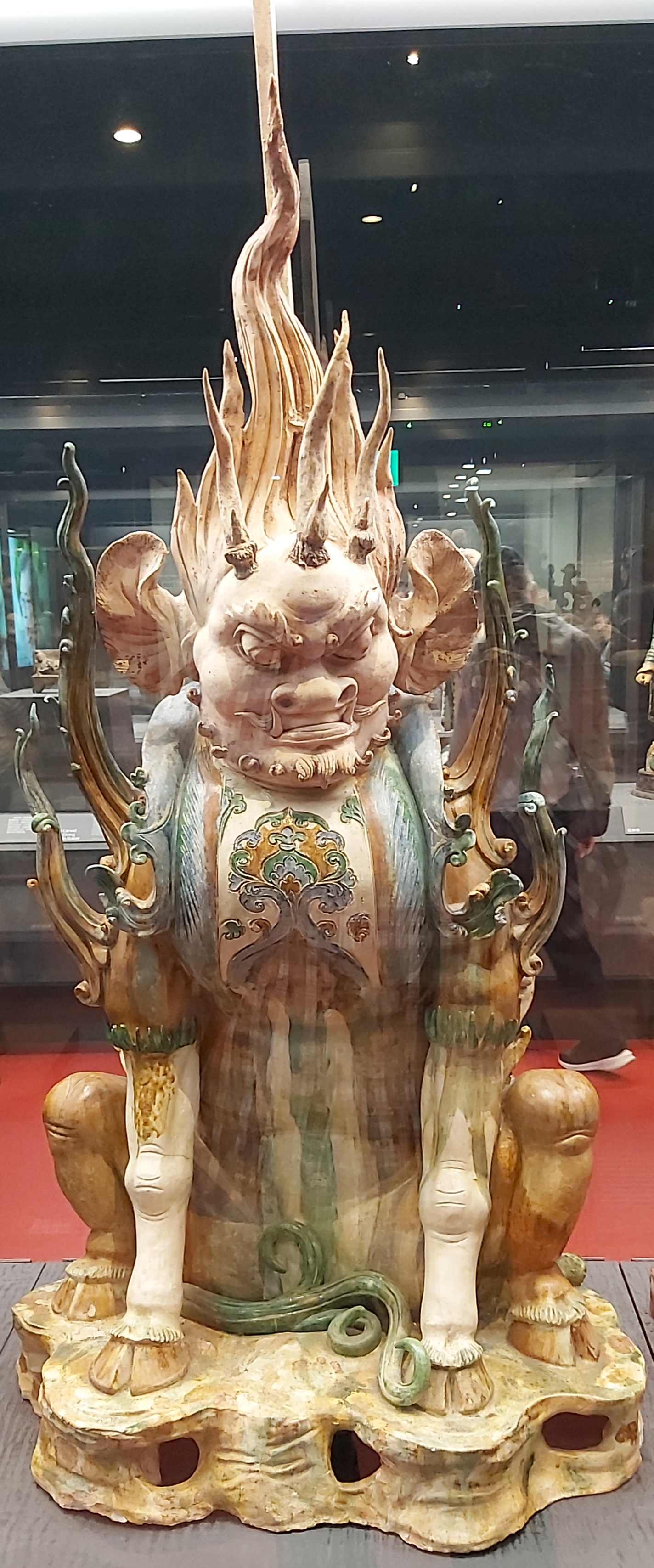
당삼채 가람인면진묘수. 국립역사박물관 소장

진묘수(鎮墓獸)는 고대 중국에서 흔히 볼 수 있는 부장 유물로, 시대와 지역에 따라 모양과 위치가 다르다.
고대 한족은 저승에는 온갖 종류의 야생 귀신과 악귀가 있어 죽은 자의 영혼을 해칠 수 있다고 믿었다. 따라서 무덤에 진묘수를 배치하는 목적은 악령을 막고 악령을 몰아내고 죽은 자의 영혼을 축복하고 보호하며 다음 생에서도 부와 명예를 계속 누리기를 바라는 천복의 의미를 가지고 있다.
무덤에 괴수를 놓아 무덤 주인을 지킨다는 관념은 중국에서 매우 오래된 것이다. 전국 시대부터 무덤에 입과 혀를 가진 뿔로 장식된 옻칠한 나무로 만든 추상적인 무덤용 짐승이 무덤에 개별적으로 등장했다. 북위 시대 허난성에서 출토된 진묘수는 사자 얼굴과 사람 얼굴을 하고 짐승의 발과 몸을 가졌으며 등에 세 개의 굽은 뿔이 있고 평판 위에 웅크리고 앉아 있다. 수나라 장성의 무덤에서 나온 백자 진묘수는 기본 형태가 당삼채 진묘수와 완전히 유사하다. 당나라에서는 이 진묘수가 쌍을 이루어 무덤 입구에 배치되어 무덤의 문을 지켰다. 우뚝 솟은 한 쌍의 뿔, 바깥쪽으로 뻗은 날개, 화려하게 흐르는 다양한 유약의 색 등 세부 사항을 강조한다. 심지어 서역의 호수 모습의 사람의 얼굴을 한 진묘수도 등장해 당시 문화 교류의 영향을 반영하고 있다.
무덤 안의 진묘수의 모양과 기능, 위치에 따라 크게 세 가지 유형과 네 가지 시기로 나눌 수 있는데, 춘추전국 시대의 초나라 양식인 초식 진묘수, 진한 시대부터 위진남북조 시대의 한식 진묘수, 수당 시대의 복합식 진묘수(당식 진묘수)로 나눌 수 있다. 그 중 초식 진묘수와 복합식 진묘수는 두 양식의 절정이며, 한식 진묘수는 과도기이다.

## 신수 숭배
《산해경》에 나오는 산과 바다의 신들은 대부분 재조합된 짐승이며, 일부는 동물과 인간의 형태를 조합한 반인반수의 형상을 하고 있다. 산해경은 근현대 학자들이 일반적으로 전국 시대에 쓰여진 것으로 보고 있으며, 이는 이러한 진묘수의 출현 시기와 일치한다.
4,000여 년 전 이집트 고왕국에서도 중국의 진묘수와 비슷한 인간의 얼굴을 한 스핑크스상이 등장했는데, 이 역시 무덤을 지키는 기능을 가지고 있었다. 고대 선조들은 자신들이 상상한 신수가 초자연적인 힘을 가지고 있다고 믿었다. 이러한 신수 숭배 문화는 서로 다른 지역 문화가 비슷한 신의 이미지를 만들어 낸다는 증거로 볼 수 있다.

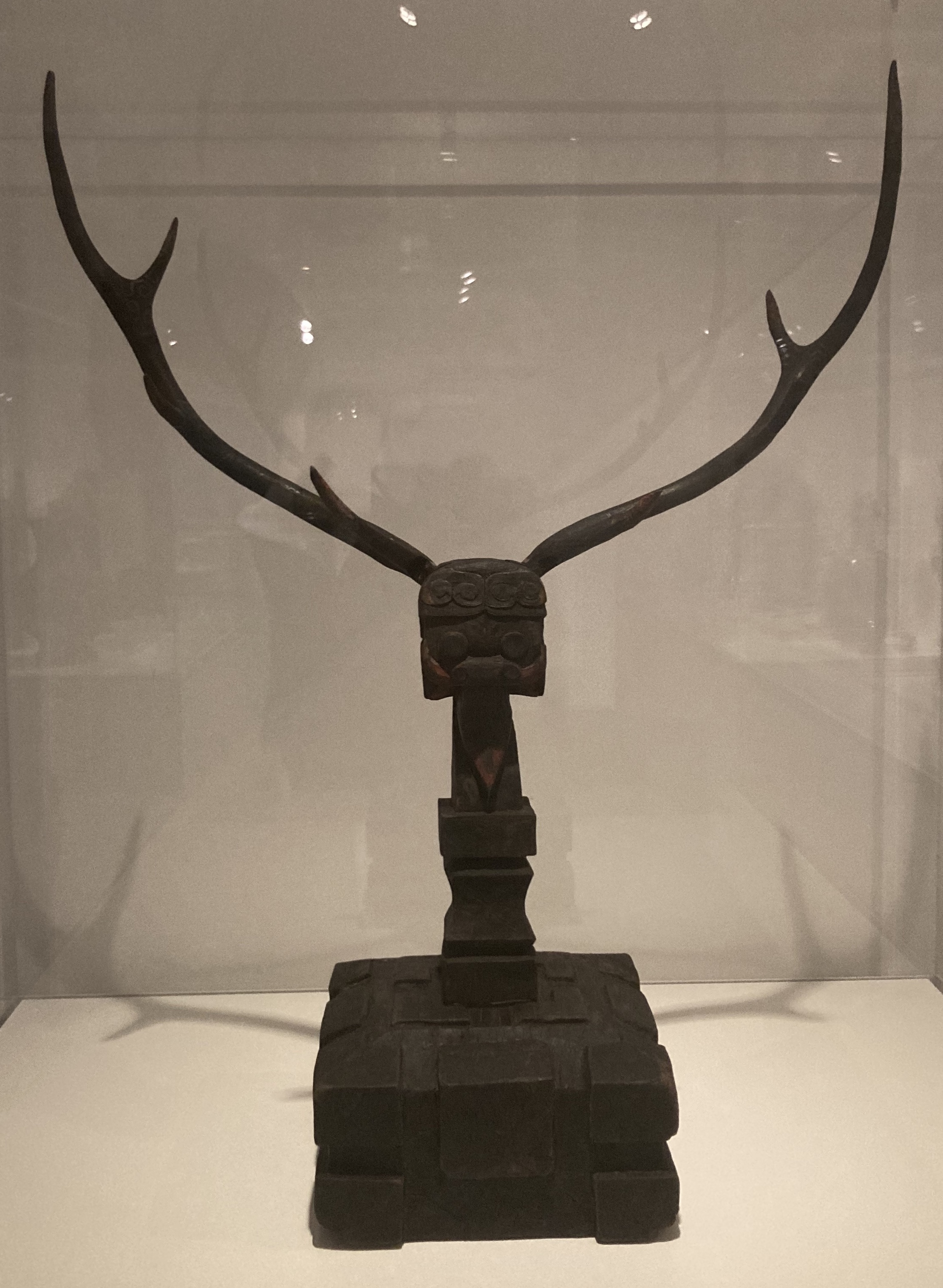
초식 진묘수, 동주/전국 시대. 브루클린 미술관 소장
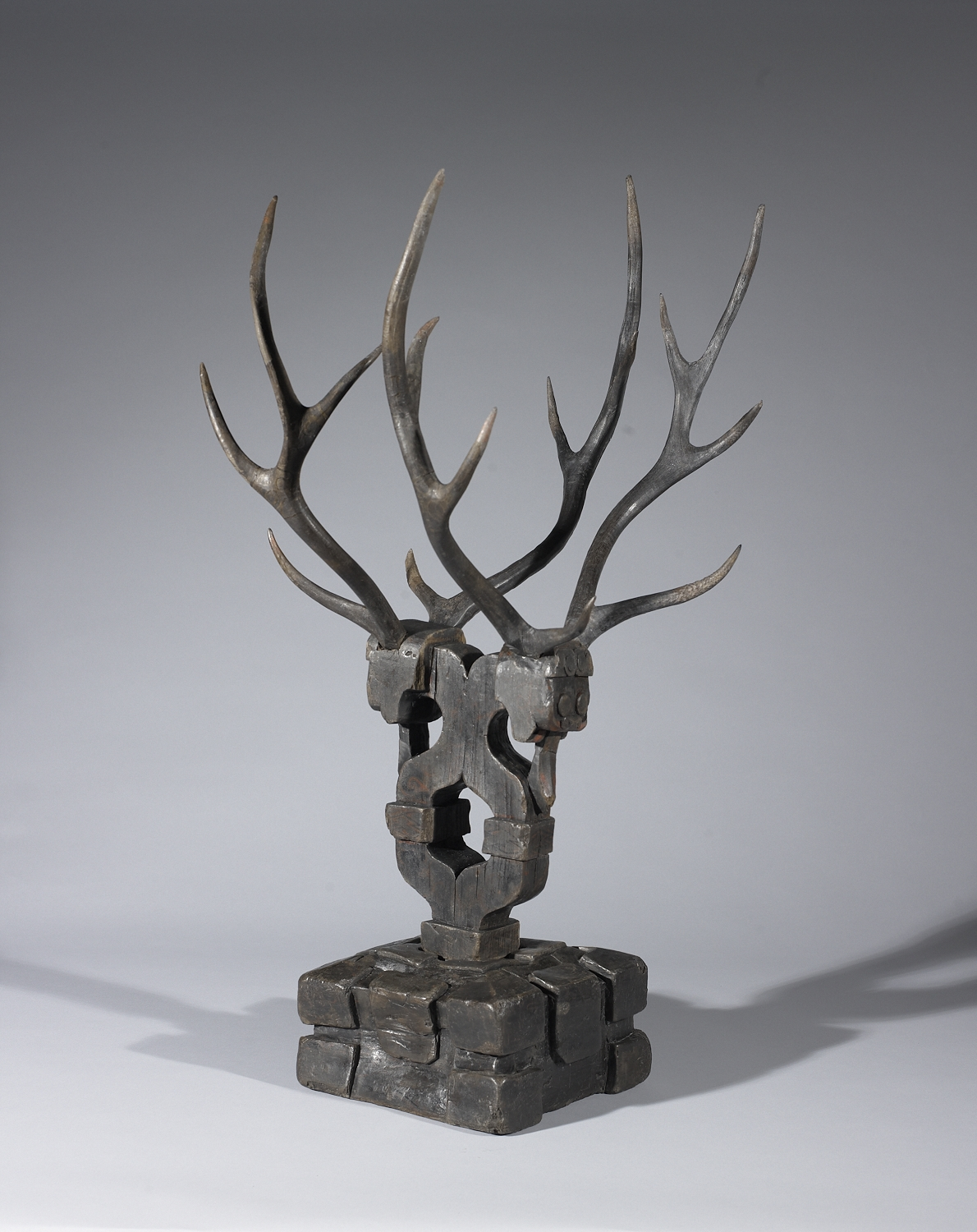
초나라의 옻칠 나무 진묘수. 버밍햄 미술관 소장
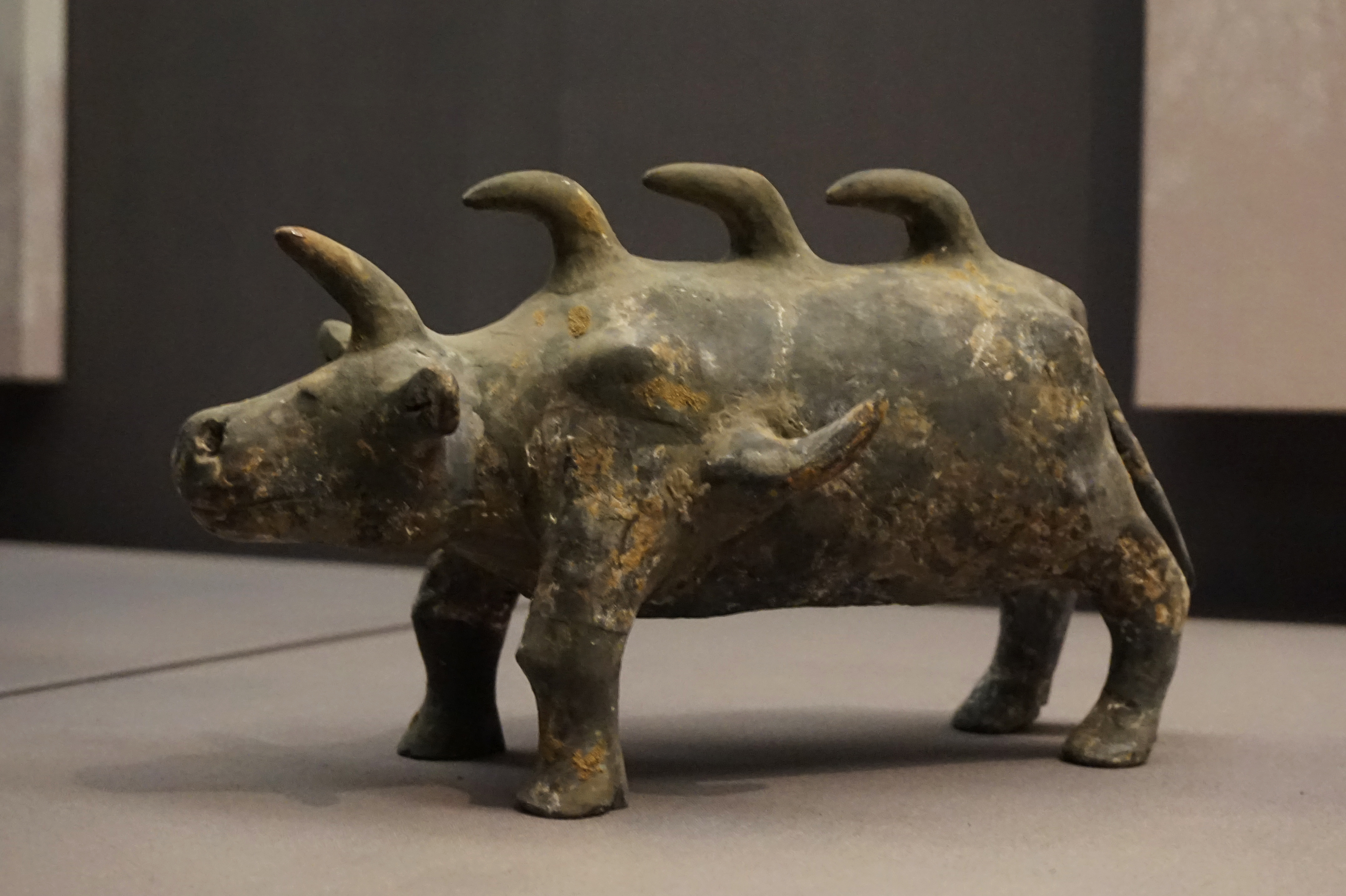
남조의 돌 진묘수. 난징시 박물관 소장
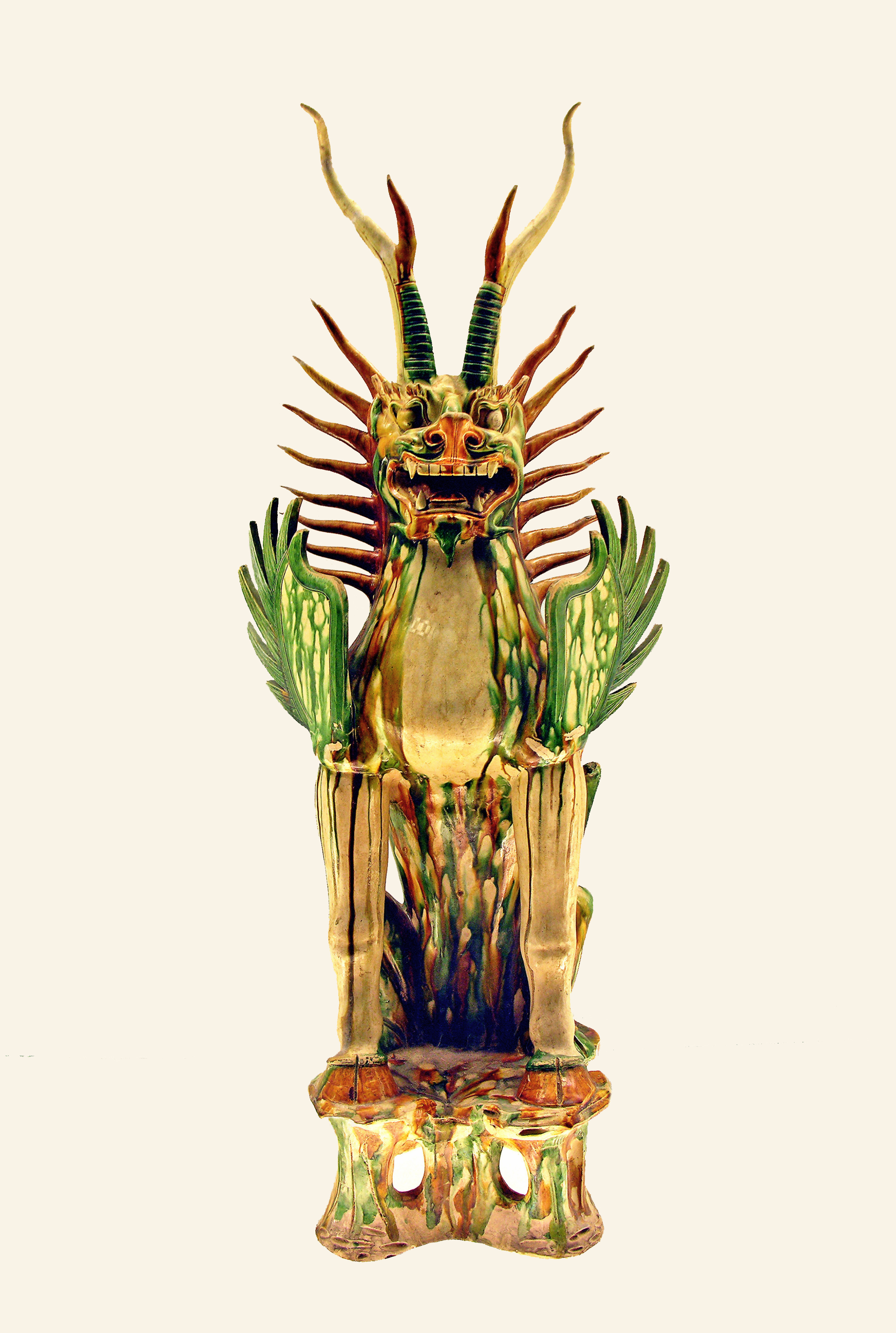
당나라 진묘수. 상하이 박물관 소장

## 같이 보기
- 무령왕릉 석수 - 한국에서 출토된 유일한 진묘수